# Campoplex fanensis
Campoplex fanensis là một loài tò vò trong họ Ichneumonidae.